# Saint-Marin au Concours Eurovision de la chanson 2012
Saint-Marin a participé au Concours Eurovision de la chanson 2012 à Bakou en Azerbaïdjan et a sélectionné sa chanson et son artiste via une sélection interne, organisée par le diffuseur saint-marinais San Marino RTV (SMRTV).

## Sélection interne

### Artiste
SMRTV confirme le 14 mars que Valentina Monetta représentera Saint-Marin au Concours Eurovision de la chanson 2012,.

### Chanson
Le 16 mars 2012, lors d'une émission spéciale sur SMRTV avec Valentina Monetta, Facebook Uh, Oh, Oh est présenté comme étant la chanson choisie pour représenter Saint-Marin.

#### Disqualification
Toutefois, il est annoncé que les paroles de la chanson enfreint la règle 1.2.2. (g) qui prévoir que : 
« Les paroles et/ou l’interprétation des chansons ne doivent pas porter atteinte à la réputation des Émissions, du Concours Eurovision de la chanson en tant que tel, ni de l'UER. Les paroles et/ou l’interprétation des chansons ne doivent pas porter atteinte à la réputation des Émissions ou au Concours Eurovision de la Chanson en tant que tel. Aucun juron ou autre langage inacceptable ne seront autorisés dans les paroles ou dans l'interprétation des chansons. Aucun message commercial de quelque sorte que ce soit ne sera autorisé. Toute violation de cette règle pourra aboutir à une disqualification. »
L'UER ordonne à Saint-Marin soit de changer les paroles et le titre de la chanson soit de choisir une nouvelle chanson pour la date du 23 mars au plus tard.
Une nouvelle version de la chanson, intitulé The Social Network Song est présenté le 22 mars.

## À l'Eurovision
Saint-Marin participe à la seconde moitié de la première demi-finale du 22 mai en passant en 11e position entre Israël et Chypre et se place à la 14e place de cette demi-finale avec 31 points ce qui ne permet pas au pays de se qualifier pour la finale. Cependant, il s'agit du meilleur classement du pays lors d'une édition du concours et cela montre donc qu'il y a eu des améliorations.

### Points accordés à Saint-Marin
| 12 points     | 10 points    | 8 points | 7 points   | 6 points |
| ------------- | ------------ | -------- | ---------- | -------- |
|               | - Albanie    |          | - Moldavie |          |
| 5 points      | 4 points     | 3 points | 2 points   | 1 point  |
| - Azerbaïdjan | - Monténégro | - Italie | - Grèce    |          |

### Points accordés par Saint-Marin
| 12 points | Irlande    |
| 10 points | Albanie    |
| 8 points  | Monténégro |
| 7 points  | Grèce      |
| 6 points  | Roumanie   |
| 5 points  | Moldavie   |
| 4 points  | Danemark   |
| 3 points  | Islande    |
| 2 points  | Russie     |
| 1 point   | Suisse     |

| 12 points | Albanie     |
| 10 points | Russie      |
| 8 points  | Moldavie    |
| 7 points  | Italie      |
| 6 points  | Serbie      |
| 5 points  | Turquie     |
| 4 points  | Azerbaïdjan |
| 3 points  | Suède       |
| 2 points  | Malte       |
| 1 point   | Espagne     |